# Frontera entre Andorra y España

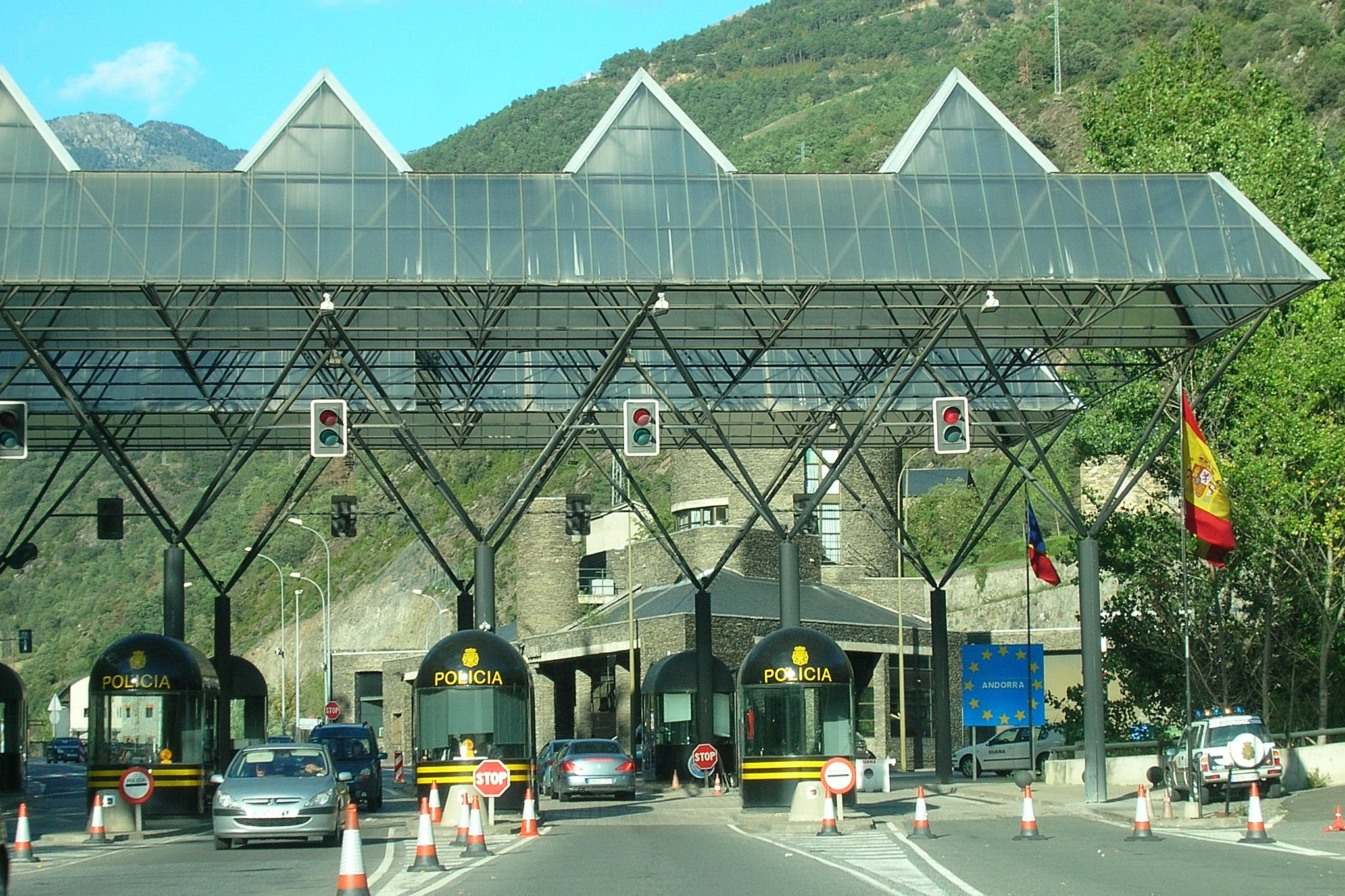
Frontera entre Andorra y España vista desde esta última: el asentamiento español más grande cerca de la frontera es Seo de Urgel

La frontera entre Andorra y España es la frontera que separa los países de Andorra y España.

## Características

La única carretera que une España y Andorra pasa a través del valle del Valira.

La frontera hispano-andorrana se extiende 64 kilómetros al sur de Andorra y por el norte de España en los Pirineos. Los dos países se encuentran en la misma cuenca hidrográfica, por lo que la comunicación entre ambos es más fácil que entre Andorra y Francia.
La frontera se inicia en el oeste en un punto en el que coinciden Andorra, Francia y España  (42°36′13″N 01°26′30″E ). A continuación, sigue una dirección general hacia el sudeste, para luego dirigirse hacia el nordeste a este nuevo punto de intersección triple Andorra - España - Francia (42°30′09″N 01°43′34″E ). La línea divisoria entre los dos países a través de las áreas de alta montaña, a menudo de más de 2000 metros, pasa cerca del punto más alto de Andorra, el pico de Coma Pedrosa. También pasa cerca del Madriu-Perafita-Claror único sitio de Andorra declarado Patrimonio de la Humanidad por la UNESCO.
La única vía de comunicación autorizada entre los dos países discurre a través del valle del Valira entre Seo de Urgel y San Julián de Loria. Se trata de una carretera asfaltada, que en el tramo andorrano recibe el nombre de N1, y en el español es nominada como N-145. El paso fronterizo es conocido en España como la aduana de La Farga de Moles, y en Andorra como la aduana de San Julián de Loria.
Otro punto fronterizo es el de Os de Civís (España) que solo se puede acceder por San Julián de Loria en Andorra.

## Contrabando
Debido a la baja fiscalidad del tabaco en Andorra existe un contrabando importante entre los dos países que se lleva a cabo principalmente en las montañas que separan, aunque también se produce a través de la aduana hispanoandorrana. La Guardia Civil y el Servicio de Vigilancia Aduanera del Departamento de Aduanas del Principado de Andorra se encargan de la vigilancia de fronteras y la detención de los contrabandistas.